# De bono patientiae
De bono patientiae è un'opera scritta nel 256 da Tascio Cecilio Cipriano, Padre della Chiesa: in essa l'autore presenta la virtù della pazienza, dono di Dio, in modo monografico.
L'opera è un'imitazione del De patientia di Quinto Settimio Fiorente Tertulliano. 
| Controllo di autorità | VIAF (EN) 195836094 · J9U (EN, HE) 987007383246805171 |